# Savignia superstes
Savignia des sommets
Espèce
Savignia superstes, la Savignia des sommets, est une espèce d'araignées aranéomorphes de la famille des Linyphiidae.

## Répartition et habitat
Cette espèce n'a pour le moment été observée qu'en France, sur un éboulis rocheux à 3 290 m d'altitude dans les Hautes-Pyrénées.

## Description
Le mâle mesure environ 1,7 mm et la femelle environ 1,8 mm.

## Systématique et taxinomie
L'espèce a été décrite en 1984 par Konrad Thaler (en).

## Étymologie
L'épithète spécifique, superstes, vient du latin et signifie "qui se tient au-dessus", en référence à l'altitude élevée où elle a été découverte. Thaler s'est inspiré du nom donné à Euophrys omnisuperstes.

## Danger sur l'espèce
L'espèce est classée en danger critique sur la liste rouge des araignées de France métropolitaine.

## Publication originale
- (de) Konrad Thaler, « Sechs neue Mediterrane Zwergspinnen (Aranei, Linyphiidae: Erigoninae) », Archives des Sciences, Genève, no 37,‎ 1984, p. 193-210